# Municipio de Williams (Minnesota)
El municipio de Williams (en inglés: Williams Township) es un municipio ubicado en el condado de Aitkin en el estado estadounidense de Minnesota. En el año 2010 tenía una población de 144 habitantes y una densidad poblacional de 1,55 personas por km².

## Geografía
El municipio de Williams se encuentra ubicado en las coordenadas 46°12′4″N 93°14′38″O / 46.20111, -93.24389. Según la Oficina del Censo de los Estados Unidos, el municipio tiene una superficie total de 92.87 km², de la cual 92,8 km² corresponden a tierra firme y (0,08 %) 0,08 km² es agua.

## Demografía
Según el censo de 2010, había 144 personas residiendo en el municipio de Williams. La densidad de población era de 1,55 hab./km². De los 144 habitantes, el municipio de Williams estaba compuesto por el 94,44 % blancos, el 1,39 % eran afroamericanos y el 4,17 % eran de una mezcla de razas. Del total de la población el 0 % eran hispanos o latinos de cualquier raza.